# Tolimán (kommun i Mexiko, Querétaro Arteaga)
Tolimán är en kommun i Mexiko.   Den ligger i delstaten Querétaro Arteaga, i den centrala delen av landet, 190 km nordväst om huvudstaden Mexico City. Antalet invånare är 23 963. Arean är 725 kvadratkilometer.
Terrängen i Tolimán är kuperad åt sydost, men åt nordväst är den bergig.
Följande samhällen finns i Tolimán:
- San Pablo Tolimán
- Barrio de Casas Viejas
- San Miguel
- Barrio de García
- Casa Blanca
- Sabino de San Ambrosio
- Bomintzá
- Diezmeros
- Los González
- Gudiños
- El Tule
- Puerto Blanco
- Nogales
- Tequesquite
- San Pedro de los Eucaliptos
- Rancho de Guadalupe
- Don Lucas
- Nueva el Granjeno
- La Vereda
- Mesa de Chagoya
- Longo
- El Saucito
- La Estancia
- Peña Blanca